# Црква Светог Архангела Михаила у Јабучју
Црква Светог Архангела Михаила у Јабучју је под заштитом Завода за заштиту споменика културе Ваљево. С обзиром да представља значајну историјску грађевину, проглашена је непокретним културним добром Републике Србије.

## Историја
Црква Светог Архангела Михаила у Јабучју је изграђена на благом узвишењу северно од центра села, на месту где је 1826. године Јован Велимировић подигао цркву брвнару. Изнад улазних врата се налази узидана мермерна плоча са напоменом да је црква подигнута 1844. године за време владавине Александра Карађорђевића. Црква је служила мештанима села Јабучја, Лајковца, Стубленице и Паљува. У облику је издуженог правоугаоника са пространом, споља и изнутра, полукружном олтарском апсидом, а западна фасада је завршена забатом. На њој се истиче лучно засведен портал чије су стране оивичене правилно тесаним каменим блоковима, а архиволта је профилисана. У врху лука је оштећен рељеф са српским двоглавим орлом. Сличног облика и нешто мање величине је портал на северном фасадном зиду. Релативно високи фасадни зидови се завршавају наглашеним кровним хоризонталним венцем, испод кога, дуж целе грађевине, је низ плитких слепих аркада. Унутрашњи зидови су малтерисани и окречени без сликарске декорације. Свод је обојен тамно браон и украшен бледим и тамнијим шестокраким звездама, док лукови имају и исликане крстове. Иконостас цркве потиче из 1848. године и осликао га је Никола Јанковић о чему сведочи запис на икони Васкрсења из гроба у врху иконостаса. Иконе су рађене на дрвету преко грундираног и препарираног платна темперама. По стилу израде се везују за поствизантијске тенденције са барокним елементима.